# East Norton
East Norton è un villaggio e parrocchia civile dell'Inghilterra, appartenente alla contea del Leicestershire.